# 특허협력조약
특허협력조약(Patent Cooperation Treaty, PCT)은 1970년에 체결된 국제적인 특허 법률 조약이다.
1970년 6월 19일 워싱턴에서 체결되었고 1978년 1월 24일 발효 및 시행되었다. 처음에는 18개 체약국으로 출발하였으나 2006년 1월 현재 128개국으로 확대하면서 지식재산분야에서의 세계적인 규범으로 자리잡았다.
대한민국은 1984년 8월 10일에 PCT에 가입하였고, 1999년 12월 1일부터 세계 10번째의 PCT 국제조사기관 및 세계 9번째의 국제예비심사기관으로 지정되어 심사업무를 수행하고 있다.
대한민국 특허법 제10장은 특허협력조약에 의한 국제출원에 대하여 규정하고 있다.

## 같이 보기
- 국제조사기관 (ISA)
- 수리관청 (RO)